# Marcellinus (Bischof von Diocaesarea)
Marcellinus war in der ersten Hälfte des 6. Jahrhunderts Bischof der Stadt Diocaesarea, dem vormaligen Sepphoris, in der oströmischen Provinz Palaestina secunda, heute Israel. Er ist bezeugt als Unterzeichner der Beschlüsse der Synode von Jerusalem 518 sowie in einer Inschrift aus der Stadt. Darin werden von ihm veranlasste Bau- und Renovierungsarbeiten aufgeführt. Die Inschrift ist aus paläographischen Gründen in das 6. Jahrhundert zu datieren und nennt den Statthalter Flavius Theodorus und die 11. Indiktion, vermutlich das Jahr 517/518.